# رابرت هلپمن
رابرت هلپمن (انگلیسی: Robert Helpmann؛ ۹ آوریل ۱۹۰۹ – ۲۸ سپتامبر ۱۹۸۶) هنرپیشه، کارگردان تئاتر، رقصنده و طراح رقص اهل کشور استرالیا بود.

## فیلمشناسی
از فیلم‌هایی که وی در آن نقش داشته است می‌توان به ۵۵ روز در پکن، هنری پنجم، کفش‌های قرمز، چیتی‌چیتی بنگ‌بنگ و ماجراهای آلیس در سرزمین عجایب اشاره کرد.